# Tobogan als Jocs Olímpics d'hivern de 1948
Als Jocs Olímpics d'Hivern de 1948 celebrats a la ciutat de Sankt Moritz (Suïssa) es disputà una prova de tobogan en categoria masculina, sent la segona vegada que aquest esport formava part del programa olímpic. La prova es disputà entre els dies 3 i 4 de febrer de 1948 a les instal·lacions de Sankt Moritz.

## Comitès participants
Hi participaren un total de 15 participants de 6 comitès nacionals diferents.
| - Àustria (1) - Estats Units (4) - França (1) |  | - Itàlia (1) - Regne Unit (4) - Suïssa (4) |

## Resum de medalles
| Or          | Argent      | Bronze        |
| Nino Bibbia | John Heaton | John Crammond |

## Medaller
| Posició | País         | Or | Argent | Bronze | Total |
| 1       | Itàlia       | 1  | 0      | 0      | 1     |
| 2       | Estats Units | 0  | 1      | 0      | 1     |
| 3       | Regne Unit   | 0  | 0      | 1      | 1     |
|         |              |    |        |        |       |
| Total   | Total        | 1  | 1      | 1      | 3     |

## Resultats
| Pos. | Nom                   | Ronda 1              | Ronda 2              | Ronda 3              | Ronda 4  | Ronda 5  | Ronda 6  | Total  | Dif.  |
| ---- | --------------------- | -------------------- | -------------------- | -------------------- | -------- | -------- | -------- | ------ | ----- |
| 1    | Nino Bibbia           | 0:48.8               | 0:47.6               | 0:47.6               | 0:59.5   | 1:00.2   | 1:00.3   | 5:23.2 | —     |
| 2    | John Heaton           | 0:48.1               | 0:47.4               | 0:47.7               | 1:00.0   | 1:00.2   | 1:01.2   | 5:24.6 | +1.4  |
| 3    | John Crammond         | 0:47.4               | 0:47.7               | 0:47.9               | 1:00.9   | 1:00.9   | 1:00.3   | 5:25.1 | +1.9  |
| 4    | William Martin        | 0:47.8               | 0:49.2               | 0:48.2               | 1:00.7   | 1:01.6   | 1:00.5   | 5:28.0 | +4.8  |
| 5    | Gottfried Kägi        | 0:48.9               | 0:48.8               | 0:48.7               | 1:00.8   | 1:01.6   | 1:01.1   | 5:29.9 | +6.7  |
| 6    | Richard Bott          | 0:48.3               | 0:48.9               | 0:49.2               | 1:01.5   | 1:01.4   | 1:01.4   | 5:30.7 | +7.5  |
| 7    | James Coats           | 0:48.8               | 0:48.7               | 0:49.0               | 1:02.3   | 1:01.7   | 1:01.4   | 5:31.9 | +8.7  |
| 8    | Fairchilds Maccarthy  | 0:48.8               | 0:48.3               | 0:49.4               | 1:03.6   | 1:02.7   | 1:02.7   | 5:35.5 | +12.3 |
| 9    | Thomas Clarke         | 0:49.7               | 0:49.9               | 0:49.3               | 1:03.5   | 1:03.8   | 1:02.8   | 5:39.0 | +15.8 |
| 10   | Charles Johnson       | 0:47.7               | 0:48.4               | 0:48.0               | no sortí | no sortí | no sortí | —      | —     |
| 11   | Milo Bigler           | 0:48.4               | 0:48.4               | 0:48.7               | no sortí | no sortí | no sortí | —      | —     |
| 12   | Dialma Balsegia       | 0:49.2               | 0:49.0               | 0:48.6               | no sortí | no sortí | no sortí | —      | —     |
| 13   | William Hirigoyen     | 0:52.7               | 0:49.9               | 0:51.0               | no sortí | no sortí | no sortí | —      | —     |
|      | Christian Fischbacher | no es té coneixement | no es té coneixement | no es té coneixement | no sortí | no sortí | no sortí | —      | —     |
|      | Hugo Kuranda          | no es té coneixement | no es té coneixement | no es té coneixement | no sortí | no sortí | no sortí | —      | —     |